# Les Pingouins de Madagascar
Cet article concerne la série télévisée d'animation diffusée depuis 2004. Pour le film de 2014, voir Les Pingouins de Madagascar (film).
Les Pingouins de Madagascar (The Penguins of Madagascar) est une série télévisée d'animation américaine diffusée depuis le 29 novembre 2008 sur la chaîne Nickelodeon. Elle met en scène quatre personnages issus du film d'animation DreamWorks intitulé Madagascar : les manchots Skipper, Kowalski, Private, Rico (et non des pingouins comme le suggère le titre français) ; les lémuriens King Julian, Maurice et Morty ; ainsi que Mason et Phil les chimpanzés. De nouveaux personnages dans la série incluent Marlène, la loutre et une gardienne de zoo nommée Alice. Cette série est le tout premier Nicktoon produit en collaboration avec DreamWorks Animation. En France, la série est diffusée à partir du 26 octobre 2009 sur TF1 dans TFOU, Gulli, Canal J et Nickelodeon. Au Québec, elle est diffusée sur VRAK.TV depuis le 10 janvier 2010.
Aux États-Unis, la toute première diffusion de la série a gagné 6,1 millions de téléspectateurs,. Bien que la série fasse partie de la franchise, la série Les Pingouins de Madagascar n'est pas envoyée dans une époque précise. McGrath, qui est également le cocréateur des personnages du film, explique que la série « ne prend pas spécialement place avant ou après le film, j'ai simplement tenté de les remettre au zoo (…). »
L'émission se termine en 2015.

## Synopsis
Les Pingouins de Madagascar est une série dérivée des films Madagascar. La série suit les aventures de quatre manchots protagonistes : Commandant, Kowalski, Rico et Soldat, exerçant des missions de style paramilitaire pour sauver et protéger le Central Park Zoo. Les manchots vivent habituellement des aventures avec les autres animaux du Zoo ou réalisent des missions top secrètes. Les manchots essaieront de sauver les manchots du monde entier.

## Distribution

### Voix originales
- Tom McGrath: Skipper
- Jeff Bennett : Kowalski
- John DiMaggio : Rico / Bada / Burt / Hans
- James Patrick Stuart : Private (P'tit Gars) / Joey / Manfredi
- Danny Jacobs : Roi Julian / Johnson
- Kevin Michael Richardson : Maurice / Bing
- Andy Richter : Mort (Morty)
- Conrad Vernon : Mason / Phil
- Richard Kind : Roger
- Wayne Knight : Max
- Neil Patrick Harris : Dr Blowhole
- Nicole Sullivan : Marlène
- Victoria Justice : Stacy
- Fred Stoller : Fred
- Tara Strong : Eggy
- Atticus Shaffer : Les jumeaux Vésuvio
- Diedrich Bader : Le roi des rats
- Cedric Yarbrough : Officier X
- Nestor Carbonell : Savio

### Voix françaises
- Emmanuel Curtil : Maurice / Dr Blowhol / Le préfet de police / Savio
- Boris Rehlinger : Roi Julian
- Tony Marot : Private alias P'tit gars
- Rémi Bichet : Commandant
- Pierre-François Pistorio : Joey le kangourou / Roger l'alligator / Robin des villes / Buck Rockgut
- Patrick Mancini : Mason / Bada le gorille
- Leslie Lipkins : Féline
- Anatole de Bodinat : Kowalski
- Barbara Beretta : Darla /Mini le caneton
- Maël Davan-Soulas puis Donald Reignoux : Morty
- Anne-Charlotte Pontabry : Marlène
- Géraldine Asselin : Alice
- Donald Reignoux : Alex
- Alexis Tomassian : Barry la rainette rouge / Fred l'écureuil (parfois) / les jumeaux Vesuvio / l'écureuil roux
- Patrice Baudrier : Max le chat "lunaire"
Version française
Société de doublage : Studio Dôme Productions
Direction artistique : Philippe Carbonnier

## Production

### Développement
Durant mi-2006, Nickelodeon et DreamWorks Animation annonce leur collaboration pour créer un Nicktoon basé sur les films Madagascar. La nouvelle série devrait mettre en scène les quatre manchots de la série. Rien n'a été confirmé jusqu'en novembre 2007.
Au départ, Nickelodeon avertit les téléspectateurs de l'arrivée de trois nouvelles séries, Super Bizz, Making Fiends (Faire des démons), et Les Pingouins de Madagascar le 25 novembre 2007. Puis, en décembre 2007, Nickelodeon lance une annonce pour les nouvelles saisons de plusieurs séries et de nouveaux événements en 2008 (Super Bizz, Mes parrains sont magiques, Les Pingouins de Madagascar, KCA 2008, Sidekicks et Pest of the West). Depuis, Les Pingouins de Madagascar ont été repoussés à deux fois en 2008, et ont été diffusés pour la première fois en mars 2009, à la suite du retard du film Madagascar 2 repoussé au 7 novembre 2008. Le 28 novembre 2008, Nickelodeon diffuse un épisode de la série en tant qu'avant-première. Le double DVD du film Madagascar 2 inclut un extrait de l'émission.

## Épisodes
| Saison | Saison | Épisodes | États-Unis       | États-Unis       | France            | France          |
| Saison | Saison | Épisodes | Début de saison  | Fin de saison    | Début de saison   | Fin de saison   |
| ------ | ------ | -------- | ---------------- | ---------------- | ----------------- | --------------- |
|        | 1      | 48       | 29 novembre 2008 | 15 février 2010  | 29 novembre 2009  | 1er mai 2010    |
|        | 2      | 68       | 13 mars 2010     | 31 mars 2012     | 5 janvier 2012    | 11 janvier 2013 |
|        | 3      | 33       | 16 avril 2012    | 19 décembre 2015 | 10 septembre 2013 | 7 juillet 2014  |

## Les personnages
Les Pingouins de Madagascar met en scène les quatre pingouins (qui sont en fait des manchots) de la franchise et film d'animation Madagascar, ainsi que deux chimpanzés et trois lémuriens. Les nouveaux personnages incluent Marlène la loutre et Alice la gardienne de zoo, parmi d'autres. Chacun des quatre manchots sont différemment désignés dans la série, plus qu'ils ne le sont dans le film. La texture des personnages a également changé pour mieux rendre.
- Commandant (Skipper en anglais), leader du groupe
- Kowalski, le cerveau
- Rico, le fonceur qui a un goût psychotique pour la violence
- Soldat (Private en anglais) et P'tit gars, le plus jeune

Considéré comme un bébé, il n'a pas un rôle important dans la série.
- Le roi Julian, (Nommé Queue Rayée par Commandant) roi des lémuriens
- Mason et Phil, les deux singes
- Morty, (Diminutif de Mortimer ; nommé Œil de Merlan par Commandant) le petit lémurien
- Maurice, lémurien conseiller du roi Julian
- Marlène, la loutre femelle
- Roger, l'alligator végétarien qui rêve de devenir acteur ou chanteur.
- Burt, (Nommé Super-Trompe par Commandant) l'éléphant
- Alice, la gardienne du zoo.
- Joey, le kangourou
- Fred, (Nommé Queue Touffue par Commandant) écureuil vivant dans un arbre à côté du zoo.
- Savio, le Boa dangereux.
- Bada et Bing, les deux gorilles super costauds.
- Francis Blowhole alias le Dr Blowhole, le dauphin cyborg, savant fou et ennemi juré des pingouins, il veut conquérir le monde dans le but de se venger des humains pour son œil droit à la suite d'un accident causé lors d'un spectacle aquatique.
- Hans le puffin, pire ennemi de Commandant.
- Max, (Nommé chat lunaire par Commandant) chat errant.
- Doris, la sœur du Dr Blowhole l'amoureuse de Kowalski.
- Ronda, la morse dégoutante et espionne au service du Dr Blowhole.
- Agent X, un agent de la fourrière qui cherche à éliminer les manchots.